# Halbenrain
Halbenrain è un comune austriaco di 1 735 abitanti nel distretto di Südoststeiermark, in Stiria; ha lo status di comune mercato (Marktgemeinde).